# Andries Vaillant
Pour les articles homonymes, voir Vaillant.
Andries Vaillant, né en 1655 à Amsterdam et mort 1693 à Berlin, est un graveur de l’Âge d'or de la peinture néerlandaise.

## Biographie
Le plus jeune des cinq frères Vaillant, André fut, comme ses frères, l’élève de son frère ainé Wallerant. Préférant le burin au pinceau, il se rendit à Paris pour y étudier la gravure sous un habile maitre. Parti, après deux années d’étude, à Berlin auprès de son frère Jacques, qui était établi dans cette ville, et grava d’après lui deux portraits, l’un d’Aloysius Bevilacqua (de), patriarche d’Alexandrie, l’autre de Jean-Ernest Schroeder, inspecteur du gymnase de Berlin. Ces deux ouvrages de son burin, les seuls que l’on connaisse, annoncent un graveur distingué, mais il mourut quelque temps après son arrivée en Prusse.